# Eutolmus stratiotes
Eutolmus stratiotes är en tvåvingeart som först beskrevs av Gerstaecker 1861.  Eutolmus stratiotes ingår i släktet Eutolmus och familjen rovflugor. Inga underarter finns listade i Catalogue of Life.